# François Eudes de Mézeray
François Eudes de Mézeray (* 1610 in Ri bei Argentan, Normandie; † 10. Juli 1683 in Paris) war ein französischer Schriftsteller und Historiker.

## Leben
François Eudes wurde als Sohn eines Chirurgen geboren. In der Zeit seines Pariser Aufenthalts nahm er den nach einem Ort gewählten Zusatz de Mézeray an. Dieser Anhang sollte seine einfache Herkunft überdecken und eine bessere soziale Stellung widerspiegeln.
Mézeray studierte an der Universität Caen, dann an der Sorbonne. In Paris verdiente er seinen Unterhalt durch satirische Schriften und andere schriftstellerische Arbeiten.
Zwei Jahre war er widerwillig bei der Armee Richtoffizier bei der Artillerie und nahm an den Feldzügen in Flandern teil.
Mézeray wurde Geschichtsschreiber von Frankreich und 1648 als Nachfolger von Vincent Voiture in die Académie Française aufgenommen. Ab 1675 war er (als Nachfolger von Valentin Conrart, den er wegen dessen Erkrankung seit mehr als 20 Jahren vertrat), ständiger Sekretär der Académie. Am Zustandekommen des Wörterbuchs von 1694 hatte er erheblichen Anteil.
Einer seiner Brüder war der Pater und Gründer des Ordens der Eudisten Johannes (Jean) Eudes.

## Werke
- Histoire de France, depvis Faramond ivsqv’à maintenant, 3 Bde., Paris 1643–1651
- Abrégé chronologique ou Extraict de l’Histoire de France, 3 Bde., Paris 1667–1668
- Traité de la religion chrétienne (1640) (Übersetzung)
- Histoire des Turcs depuis 1612 jusqu’en 1649 (1650) (Übersetzung)
- Liste der kleinen Schriften

### Ältere Literatur
- Allgemeine deutsche Real-Enzyklopädie für die gebildeten Stände. Band 6, F. A. Brockhaus, Leipzig 1824, S. 369
- Ludwig Wachler: Geschichte der historischen Forschung und Kunst seit der Wiederherstellung der literarischen Kultur in Europa. Band 1, Ausgabe 2, Johann Friedrich Röwer, Göttingen 1813, S. 586
- Karl Friedrich Flögel: Geschichte der komischen Literatur. Band 2, David Siegert, Liegnitz/Leipzig 1785, S. 586

### Neuere Literatur
- Wilfred Hugo Evans, L’historien Mézeray et la conception de l’histoire en France au XVIIe siècle, Diss. Paris 1930
- Charles Beaulieux, Observations sur l’orthographe de la langue françoise : transcriptions, commentaire et facs. du ms. de Mezeray, 1673, et des critiques des commissaires de l’Académie ; précédés d’une histoire de la gestation de la 1re éd. du Dictionnaire de l’Académie françoise (1639–1694), Paris 1951
- Daniel de Larroque, La vie de François Eudes de Mézeray (1610–1683): historiographe du roi, secrétaire perpétuel de l’Académie française, in: Le Pays d’Argentan 82, 2010 (Text von 1839)
- Guy Verron, François Eudes de Mézeray. Histoire et pouvoir en France au XVIIe siècle, Milon-la-Chapelle 2011
- Jürgen von Stackelberg, Kleines Lexikon vergessener Autoren des 17. Jahrhunderts (Frankreich), Bonn 2014, S. 68f.